# Maison au 4, place de l'Hôtel-de-Ville à Barr
La maison au 4, place de l'Hôtel-de-Ville est un monument historique situé à Barr, dans le département français du Bas-Rhin.

## Localisation
Ce bâtiment est situé au 4, place de l'Hôtel-de-Ville à Barr.

## Historique
L'édifice fait l'objet d'une inscription au titre des monuments historiques depuis 1935.